# آرتور اش
آرتور اَش (به انگلیسی: Arthur Robert Ashe, Jr) (زاده ۱۰ ژوئیه ۱۹۴۳ - درگذشته ۶ فوریه ۱۹۹۳)، تنیس‌باز برجسته سیاه‌پوست آمریکایی بود. او در ریچموند ایالت ویرجینیا به دنیا آمد و رشد کرد. او در دوران بازی خود سه بار عنوان مسابقات بزرگ جهانی تنیس، مشهور به گرنداسلم، را برد.

آرتور اش به خاطر خون آلوده‌ای که درجریان یک عمل جراحی در سال ۱۹۸۳ دریافت کرد به بیماری ایدز مبتلا شد و در سال ۱۹۹۳ میلادی درگذشت.

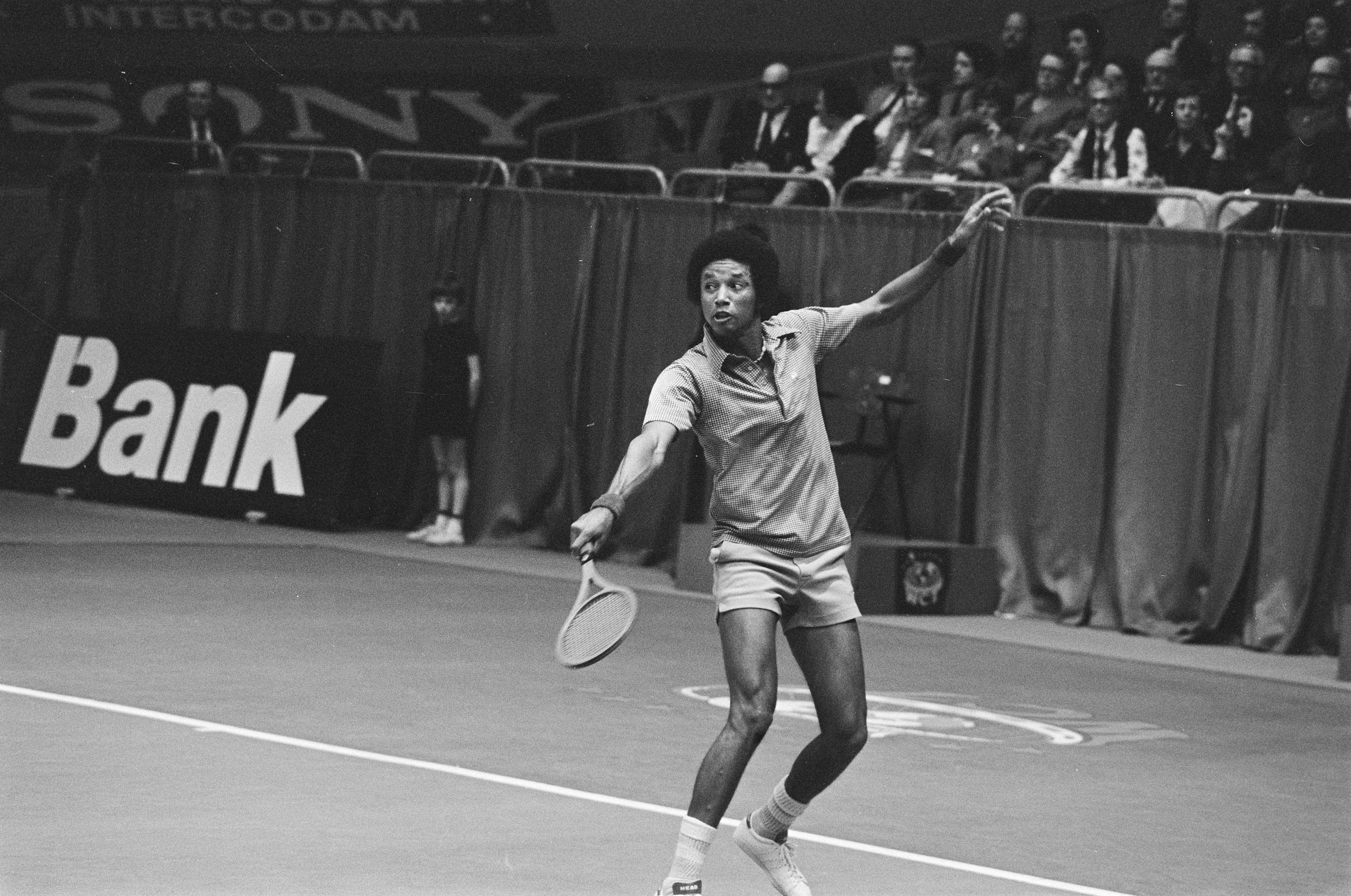

او معتقد بود همان خدایی که او را به قهرمانی  رسانده این بیماری را سر راه او قرار داده است